# Karcinomski antigen 125
Karcinomski antigen 125 ili CA 125 je glikoprotein koji je otkriven 1984. godine, a pronađen je u tkivu fetusa, epitelu bronha i bronhiola zdravih osoba. Povišene vrijednosti pronalaze se u serumu i cervikalnom sekretu trudnica, a normalan je sastojak amnionske tekućine.
Pomaže u dijagnosticiranju i praćenju liječenja raka jajnika (povišen je u više od 80% slučajeva kod seroznog ovarijalnog karcinoma), a koristi se i nakon CA 19-9, kao "drugi" biljeg za praćenje bolesnika s rakom gušterače. Kako se povećava tumorska masa, tako se povećavaju i razine ovog markera.
Povišene vrijednosti mogu se detektirati s varirajućim stupnjem osjetljivosti kod karcinoma endometrija, cerviksa, dojke, pluća i gastrointestinalnog karcinoma.
Povišene vrijednosti ovog tumorskog biljega mogu se pronaći i kod nekih dobroćudnih bolesti, poput endometrioze, ovarijalne ciste, upale potrbušnice, akutne upale gušterače, akutne upale jajnika i jajovoda.
Očekivane vrijednosti za zdrave žene su do 35 klJ/L.